# Kroppsbesiktning
Kroppbesiktning är en undersökning av människokroppens yttre och inre samt tagande av prov från människokroppen och undersökning av sådana prov. Det är ett tvångsmedel.

## I Sverige
Polisen i Sverige har rätt att använda kroppbesiktning i vissa situationer. En kroppsbesiktning får inte utföras så att den undersökte riskerar framtida ohälsa eller skada.
Regler om kroppsbesiktning finns bland annat i
rättegångsbalken. I 28 kap rättegångsbalken föreskrivs:
"2 § För eftersökande av den som skall gripas, anhållas eller häktas, hämtas till förhör eller till inställelse vid rätten eller underkastas kroppsvisitation eller kroppsbesiktning får husrannsakan företas hos honom, eller hos någon annan om det finns synnerlig anledning att anta att den sökte uppehåller sig där. Detsamma gäller i fråga om en tilltalad som söks för delgivning av stämning eller kallelse till förhandling, om försök till delgivning har misslyckats eller bedöms som utsiktslösa.
12 § Den som skäligen kan misstänkas för ett brott på vilket fängelse kan följa, får kroppsbesiktigas för ändamål som anges i 11 § eller enligt bestämmelserna i 12 a §. I den omfattning och för det ändamål som anges i 12 b § får också en annan person kroppsbesiktigas.
Med kroppsbesiktning avses undersökning av människokroppens yttre och inre samt tagande av prov från människokroppen och undersökning av sådana prov. En kroppsbesiktning får inte utföras så att den undersökte riskerar framtida ohälsa eller skada.
Kroppsbesiktning kan även ske genom tagande av salivprov.
"12a § Kroppsbesiktning genom tagande av salivprov får ske på den som skäligen kan misstänkas för ett brott på vilket fängelse kan följa, om syftet är att göra en DNA-analys av provet och registrera uppgifter om resultatet av analysen i det DNA-register eller det utredningsregister som förs enligt polisdatalagen (1998:622). 
12b § Kroppsbesiktning genom tagande av salivprov får ske på annan än den som skäligen kan misstänkas för ett brott, om
1. syftet är att genom en DNA-analys av provet underlätta identifiering vid utredning av ett brott på vilket fängelse kan följa, och 2. det finns synnerlig anledning att anta att det är av betydelse för utredningen av brottet.
Analysresultatet får inte jämföras med de uppgifter som finns registrerade i register som förs enligt polisdatalagen (1998:622) eller i övrigt användas för annat ändamål än det för vilket provet har tagits.
Första stycket gäller inte den som är under 15 år."
Kroppsbesiktning får endast göras
- om skälig misstanke för ett brott som kan ge fängelsestraff föreligger
- om visitationen kan ha betydelse för utredningen av brottet
- om skälen för den överväger det intrång som åtgärden innebär för den som är misstänkt
- om den kan ske utan att skada eller påföra framtida ohälsa
- i ett avskilt rum och ska genomföras av läkare eller av polis med ett vittne
- mot en kvinna av en annan kvinna, läkare eller sjuksköterska

Källa: Aftonbladet-faktaruta